# Slowakei-Rundfahrt 2018
Die Slowakei-Rundfahrt 2018 war die 62. Austragung der Slowakei-Rundfahrt und fand als Etappenrennen vom 12. bis zum 16. September 2018 statt. Zudem gehörte das Radrennen zur UCI Europe Tour 2018 und wurde dort in der Kategorie 2.1 eingestuft.
Der Franzose Julian Alaphilippe vom belgischen Team Quick-Step Floors übernahm das Trikot nach der ersten Etappe und konnte es bis zum Schluss verteidigen, wodurch er sich den Gesamtsieg sicherte. In der Teamwertung setzte sich das polnische Team CCC Sprandi Polkowice durch.

## Teilnehmende Mannschaften
| WorldTeams                           | Professional Continental Teams                                                                                      | Continental Teams | Nationalmannschaften               |
| ------------------------------------ | --- | --- | ---------------------------------- |
| - Bora-hansgrohe - Quick-Step Floors | - Bardiani CSF - Cofidis, Solutions Crédits - CCC Sprandi Polkowice - Gazprom-RusVelo - Roompot-Nederlandse Loterij | - Adria Mobil - Apple Team - Dukla Banska Bystrica - Elkov-Author Cycling Team - Kőbánya Cycling Team - Pannon Cycling Team - Riwal CeramicSpeed Cycling Team - Team Hurom - Team Novák - Uno-X Norwegian Development Team - WSA Pushbikers | - Belgien - Deutschland - Slowakei |

## Wertungen im Tourverlauf
| Etappe         | Etappensieger      | Gesamtwertung      | Punktewertung      | Bergwertung    | Nachwuchswertung | Bester Slowake | Teamwertung           |
| -------------- | ------------------ | ------------------ | ------------------ | -------------- | ---------------- | -------------- | --------------------- |
| Prolog         | Bob Jungels        | Bob Jungels        | nicht vergeben     | nicht vergeben | Fabio Jakobsen   | Erik Baška     | Quick-Step Floors     |
| 1              | Julian Alaphilippe | Julian Alaphilippe | Martin Haring      | Giulio Ciccone | Attila Valter    | Matúš Štoček   | CCC Sprandi Polkowice |
| 2              | Rüdiger Selig      | Julian Alaphilippe | Julian Alaphilippe | Giulio Ciccone | Tobias Foss      | Matúš Štoček   | CCC Sprandi Polkowice |
| 3              | Matteo Pelucchi    | Julian Alaphilippe | Martin Haring      | Giulio Ciccone | Tobias Foss      | Matúš Štoček   | CCC Sprandi Polkowice |
| 4              | Fabio Jakobsen     | Julian Alaphilippe | Martin Haring      | Giulio Ciccone | Tobias Foss      | Matúš Štoček   | CCC Sprandi Polkowice |
| Wertungssieger | Wertungssieger     | Julian Alaphilippe | Martin Haring      | Giulio Ciccone | Tobias Foss      | Matúš Štoček   | CCC Sprandi Polkowice |